# Famille Giscard d'Estaing
 (mars 2019).
La famille Giscard d'Estaing (Giscard jusqu'en 1922) est une famille subsistante d'ancienne bourgeoisie française,, originaire de Marvejols (Lozère), puis fixée au début du XIXe siècle dans le Puy-de-Dôme.
Elle compte parmi ses membres, au XXe siècle, des administrateurs, des hommes d'affaires et des hommes politiques, en particulier le 20e président de la République française, Valéry Giscard d'Estaing.

## Histoire
Ses membres portent le nom Giscard d'Estaing depuis qu'en 1922 et 1923, René Giscard et son frère Edmond, ainsi que leurs oncles Joseph et Philippe, ont obtenu par un décret pris en Conseil d'État le droit d'adjoindre à leur nom de famille le patronyme d'une de leurs aïeules en ligne féminine, Lucie-Madeleine d'Estaing (1769-1844).

## Filiation

### Gévaudan
La famille Giscard est originaire de Marvejols, en Gévaudan. Sa filiation suivie commence avec :
François Giscard, calviniste, marchand, épouse à Marvejols en 1632 Marguerite Aymar (Marvejols 1609 - 1692), fille de Pierre Aymar, ou Meymar, et de Jeanne Guyot, dont :
- Pierre Giscard, calviniste, épouse à Marvejols le 6 août 1676 Jeanne de Moynier, fille d'Étienne de Moynier et de Louise de Gibelin, dont :
  - Barthélémy Giscard, sieur de Montplaisir, abjure le calvinisme avant son mariage, épouse à Marvejols en 1707 Marie Prieur (Marvejols 1682 - 1715), fille de Jehan Prieur, sieur de Prat-Viala, et de Ysabeau de Chapel, dont :
    - Pierre Giscard (Marvejols 1709 - Marvejols 1798), épouse à Marvejols en 1730 Jeanne de Liane, fille de Noël de Liane, bourgeois de Chirac, et de Claude Milhet, dont :
      - Barthélémy Giscard (Marvejols 1732 - Marvejols 1808), marchand, épouse à Marvejols en 1764 Jeanne Charpentier, fille et riche héritière de Pierre Charpentier, receveur des Gabelles à Mende et Marvejols, et de Louise de Terrier, dont :
        - Pierre Giscard (Marvejols 1770 - Clermont-Ferrand 1855), propriétaire, épouse en 1795 sa cousine Germaine Marie de Julien de Moriers (Marvejols 1776 - ?), fille de Jean Louis de Julien, seigneur de Moriers, lieutenant colonel aux Grenadiers de France, chevalier de Saint-Louis, et de Marie Louise Charpentier, dont :
          - Martial Giscard (Marvejols 1796 - Paris 1865), négociant, propriétaire, épouse à Saint-Amant-Tallende en 1818 Élise Cousin de La Tour Fondue (Saint-Amant-Tallende 1790 - Saint-Amant-Tallende 1858), fille de noble Jacques Guy Cousin de La Tour Fondue (1765-1846), seigneur de Murol et de Salles, officier au régiment de Bourgogne-Infanterie, maire de Saint-Amant-Tallende, et de Lucie-Madeleine d'Estaing (Saint-Babel 1769 - Saint-Amant-Tallende 1844), aïeule dont les Giscard reprendront le nom, dont :
            - Théodore Giscard (Brioude 1824 - Saint-Amant-Tallende 1895), magistrat, juge de paix à Massiac, juge au tribunal civil de Murat, épouse à Clermont-Ferrand le 2 mars 1859 Marie-Anne de Lussigny (Ambert 1829 - Saint-Amant-Tallende 1885), fille de Jean Philippe Joseph de Lussigny, procureur du roi à Brioude, et d'Amable Bernardine Beille, dont sont issues les trois branches Giscard d'Estaing :
              - Valéry Giscard, dit Giscard de La Tour Fondue (1862-1916), épouse à Clermont-Ferrand en 1888 Louise Monteil-Ansaldi (1869-1957), décédé avant le relèvement du nom « d'Estaing » par les Giscard, dont la branche ainée scindée en deux rameaux formés par ses fils.
                - René Giscard, puis Giscard d'Estaing (1891-1945), conseiller d'État, épouse à Gazeran en 1925 Anne Carnot (1898-1985), fille de François Carnot, ingénieur, député, président de l'union centrale des arts décoratifs, et de Valentine Chiris.
                - Edmond Giscard, puis Giscard d'Estaing (1894-1982), inspecteur des finances, membre de l'académie des sciences morales et politiques, épouse à Paris en 1923 Marthe, dite May Bardoux (1901-2003), fille de Jacques Bardoux et de Geneviève Georges-Picot.

              - Joseph Giscard, puis Giscard d'Estaing (1866-1929), officier d'infanterie, épouse au Puy-en-Velay en 1896 sa cousine Marie de Lussigny (1873-1965), dont la branche cadette.
              - Philippe Giscard, puis Giscard d'Estaing (1869-1932), administrateur des colonies, épouse en 1903 Marguerite Sarran (1878-1968), dont la troisième branche.

### Auvergne
- Théodore Giscard (Brioude 1824 - Saint-Amant-Tallende 1895), magistrat, juge de paix à Massiac, juge au tribunal civil de Murat, épouse à Clermont-Ferrand le 2 mars 1859 Marie-Anne de Lussigny (Ambert 1829 - Saint-Amant-Tallende 1885), fille de Jean Philippe Joseph de Lussigny, procureur du roi à Brioude, et d'Amable Bernardine Beille, dont les auteurs des trois branches Giscard d'Estaing :
  - Valéry Giscard, dit Giscard de La Tour Fondue (1862-1916), épouse à Clermont-Ferrand en 1888 Louise Monteil-Ansaldi (1869-1957), décédé avant le relèvement du nom « d'Estaing » par les Giscard, dont la branche ainée scindée en deux rameaux formés par ses fils :
    - René Giscard, puis Giscard d'Estaing (1891-1945), conseiller d'État, épouse à Gazeran en 1925 Anne Carnot (1898-1985), fille de François Carnot[n 3], ingénieur, député, président de l'union centrale des arts décoratifs, et de Valentine Chiris, dont :
      - François Giscard d'Estaing (1926-2003), diplômé de l'institut d'études politiques de Paris, ancien élève de l'école nationale d'administration, inspecteur général des finances. Il épouse Geneviève Louise Fontenay, puis veuf, épouse en secondes noces, Brigitte Appoline Ghislaine Marie Hervine Cazin d'Honincthun, veuve de Patrick Le Caron de Chocqueuse, sans postérité.
      - Philippe Giscard d'Estaing (1928-2024), officier de la Légion d'honneur, épouse Élyane de Demandolx-Dedons (1927), fille d'Henry de Demandolx-Dedons et de Simone Cyprien-Fabre, dont :
        - Angéline Giscard d'Estaing (1953), épouse Christophe Dupont-Madinier (1951), dont postérité
        - Constance Giscard d'Estaing (1955), épouse en 1990 Derek Smith (1952), dont postérité
        - Laurent Giscard d'Estaing (1958), directeur régional d'Air France, conseiller du commerce extérieur de la France, épouse en 1986 Isabelle de Rochechouart (1963), dont :
          - Delphine Giscard d'Estaing
          - Camille Giscard d'Estaing
          - Guy Giscard d'Estaing

        - Adélaïde Giscard d'Estaing (1963), épouse Olivier Toussaint (1958), directeur général de Crédit Agricole Leasing et d'Eurofactor, dont postérité

      - Jacques Giscard d'Estaing (1929-2012), diplômé de l'institut d'études politiques de Paris, ancien élève de l'école nationale d'administration, président de chambre à la cour des comptes, épouse Isabelle Burin des Roziers (1932-2023), dont :
        - Nicolas Giscard d'Estaing (1955), diplômé de l'institut d'études politiques de Paris, épouse Anne Le Caron de Chocqueuse (1966), dont :
          - Valentine Giscard d'Estaing
          - Théodore Giscard d'Estaing
          - Ladislas Giscard d'Estaing

        - Guillaume Giscard d'Estaing (1958), conseiller du commerce extérieur de la France, épouse Karine de Courson de La Villeneuve (1965), fille de Hervé de Courson de La Villeneuve, général de division, dont :
          - Arnaud Giscard d'Estaing
          - Gabriel Giscard d'Estaing
          - Olivia Giscard d'Estaing

        - Antoine Giscard d'Estaing (1961), ancien élève de l'École nationale d'administration, inspecteur des finances, président du conseil de surveillance de Monoprix, épouse en 1989 Axelle Givaudan (1965), fille de Xavier Givaudan (petit-fils de Xavier Givaudan), administrateur du groupe Robertet, dont :
          - Athénais Giscard d'Estaing
          - Amédée Giscard d'Estaing

        - François Giscard d'Estaing (1965), épouse en 1991 Sandrine Alby (1967), fille de Pierre Alby, dont :
          - Paul Giscard d'Estaing
          - Henri Giscard d'Estaing
          - Geoffroy Giscard d'Estaing
          - Amaury Giscard d'Estaing

    - Edmond Giscard, puis Giscard d'Estaing (1894-1982), inspecteur des finances, membre de l'académie des sciences morales et politiques, épouse à Paris en 1923 Marthe, dite May Bardoux (1901-2003), fille de Jacques Bardoux et de Geneviève Georges-Picot, dont :
      - Valéry Giscard d'Estaing (1926-2020), président de la République française, épouse Anne-Aymone Sauvage de Brantes (1933), dont :
        - Valérie-Anne Giscard d'Estaing (1953), éditrice, galeriste, épouse 1° en 1977 Gérard Montassier (1937), universitaire, épouse 2° en 1987 Bernard Fixot (1943), éditeur
        - Henri Giscard d'Estaing (1956), homme politique, homme d'affaires, PDG du Club Méditerranée, conseiller général du canton de Marchenoir, épouse la jonkvrouw Ina Wilhelmine Sickinghe (1956), dont :
          - Frédéric Giscard d'Estaing (1986), homme d'affaires, épouse en 2016 Éléonore Pineau, avocate
          - Sophie Giscard d'Estaing (1989)
          - May Giscard d'Estaing (1991)

        - Louis Giscard d'Estaing (1958), député du Puy-de-Dôme, vice-président de l'Assemblée nationale, maire de Chamalières, conseiller régional d'Auvergne-Rhône-Alpes, épouse 1° en 1996 Nawal (Alexandra) Ebeid (Pasadena, États-Unis 1959 - Paris 2011)[1], épouse 2° en 2016 Claire Labic[2], ex-Mme Baudouin de Lambilly, dont (de son premier mariage) :
          - Pierre Giscard d'Estaing (1999)

        - Jacinte Giscard d'Estaing (1960-2018), épouse Philippe Guibout (1950), architecte

      - Olivier Giscard d'Estaing (1927-2021), diplômé de la Harvard Business School, maire d'Estaing, député des Alpes-Maritimes, cofondateur de l'INSEAD, épouse 1° en 1956 Marie-Hélène de Montrichard (1937-2001), épouse 2° en 2009 Jade Juska, dont (de son premier mariage) :
        - Charles Giscard d'Estaing, épouse Ana Amelia Metzavat
        - Geoffroy Giscard d'Estaing, épouse 1° Mary Benjamin, épouse 2° Christine Le Compasseur de Créqui-Montfort de Courtivron
        - Olivia Giscard d'Estaing, directrice générale de Neuflize Private Assets, épouse Gérard Griveau
        - Roland Giscard d'Estaing, épouse Tanja Kerlo

      - Isabelle Giscard d'Estaing (1935-2021), épouse Guy de Lasteyrie du Saillant de Comborn (1923-1999), dont :
        - Paul du Saillant (1959), dirigeant d'entreprise

  - Joseph Giscard, puis Giscard d'Estaing (1866-1929), officier d'infanterie, épouse au Puy-en-Velay en 1896 sa cousine Marie de Lussigny (1873-1965), dont la branche cadette :
    - Henri Giscard d'Estaing (1900-1972), colonel d'artillerie, épouse en 1924 Édith Persevault (1901-1980), dont :
      - Antoine Giscard d'Estaing, épouse Catherine Sécheresse (†), dont :
        - Sophie Giscard d'Estaing, épouse Xavier du Réau de La Gaignonnière, dont postérité
        - Laure Giscard d'Estaing, épouse François Vaur, dont postérité
        - Aurore Giscard d'Estaing, épouse en 2000 Timothy Hutton (1960), dont postérité
        - Stéphanie Giscard d'Estaing, épouse Jean-Éric Besson, dont postérité

      - Hervé Giscard d'Estaing (1941-2010), épouse Marie-Catherine de Guevara (†), dont :
        - Chantal Giscard d'Estaing
        - Armelle Giscard d'Estaing
        - Bertrand Giscard d'Estaing

      - Françoise Giscard d'Estaing (1926-2016), épouse Raymond de Mascarel de La Corbière (1923-2013), dont postérité
      - Xavier-Montfort Giscard d'Estaing (1929-2020), lieutenant d'artillerie, ESM Saint-Cyr, promotion Général Frère, épouse Anne Martin de Champmartin de Marolles, dont :
        - Sabine Giscard d'Estaing, épouse Ronald Austin
        - Isabelle Giscard d'Estaing, épouse Bertrand Houssin
        - Emmanuel Giscard d'Estaing, épouse Florence Muller
          - Guillaume Xavier Marie Grégoire Giscard d'Estaing (1984), épouse Alexia Chaoudour
            - Maud Giscard d'Estaing
            - Arthur Giscard d'Estaing
            - Coleen Giscard d'Estaing
            - Malo Giscard d'Estaing
            - Elise Giscard d'Estaing

          - Vincent Giscard d'Estaing
          - Alban Giscard d'Estaing
          - Clervie Giscard d' Estaing

      - Roselyne Giscard d'Estaing (1925-2008), épouse André de Leffe (1917-1994), juge au tribunal de grande instance de Paris, dont postérité

    - Yvonne Giscard d'Estaing (1904-1996), épouse Jean Deniaud (†), sans postérité

  - Philippe Giscard, puis Giscard d'Estaing (1869-1932), administrateur des colonies, épouse à Saint-Louis-du-Sénégal en 1903 Marguerite Sarran (1878-1968), dont la troisième branche :
    - Jean Giscard d'Estaing (1904 -????), ingénieur, dont postérité (?)
    - Robert Giscard d'Estaing (1908-1922)

## Origine des deux Lucie-Madeleine d'Estaing
Franck Imberdis écrivait en 1964, concernant Lucie-Madeleine d'Estaing et ses ascendants : « Ces d'Estaing [...] ont très probablement une origine commune avec les d'Estaing, ancêtres de l'amiral ; cette origine remonte au XVIe siècle, et [ils] représentent une branche bâtarde ».
Lucie-Madeleine Destaing de Boissières ou d'Estaing (1769-1844), est née le 24 août 1769 au Buisson à Saint-Babel, fille de Jean Dominique de Boissières dit Destaing) (1741-1813), sieur du Buisson, et de Catherine Dabert (décédée le 9 novembre 1774 au Buisson à Saint-Babel),, qui étaient roturiers et bourgeois de Saint-Babel dans le Puy-de-Dôme.
Son père lui a donné les mêmes prénoms que Lucie-Madeleine d'Estaing (1743-1826), qui était alors célèbre pour être favorite du roi Louis XV et qu'il a choisie comme marraine par procuration, tandis que son frère le non moins célèbre amiral d'Estaing était désigné comme parrain. À la cérémonie du baptême, ce furent la sœur aînée de l'enfant, Suzanne Destaing (1770-1847), et un oncle paternel, Jean Destaing dit Boissières (1748-1895), qui la portèrent sur les fonts baptismaux.

### Réquistat à Jabrun
Lucie-Madeleine Destaing de Boissières ou d'Estaing (1769-1844) avait pour premier ancêtre prouvé un certain Joachim Destaing, de parents inconnus, marié en 1646 à Suzanne Paulet, dite de Réquistat, à Jabrun, dans le Cantal. Se disant Joachim d'Estaing, noble, sieur de Réquistat, il fut condamné par défaut pour usurpation de noblesse par un jugement du 5 mai 1667, dans le cadre de la grande enquête sur la noblesse ordonnée par Louis XIV en 1666, et son fils Guillaume-Joseph Destaing à nouveau le 5 mai 1667.
Cette famille de onze enfants, habitait le château de Réquistat, fief qui n'appartenait plus depuis 1590 à la famille d'Estaing qui d'ailleurs n'y avait jamais résidé.
La notice historique sur Jabrun du Dictionnaire statistique et historique du Cantal indique que « En 1669, les domaines et château de Réquistat reviennent dans la famille d'Estaing, et de là furent transmis par mariage [en 1672] au seigneur de Beaufort-Canillac qui les revendit à Jean de Boissières. Ce dernier revendit Réquistat en 1743 à Pierre de Tassy de Montluc qui en prit possession en 1751. » Ce Jean de Boissières portait, comme ses six frères et sœurs, ce nom de Boissières parce que son grand-père paternel Joachim Destaing (1648-1711), fils homonyme de Joachim Destaing et de Suzanne Paulet, condamné aussi pour usurpation, avait dû s'engager à ne plus jamais porter le nom d'Estaing, ni ses descendants. Il apparaît donc que Suzanne Paulet ne possédait pas la seigneurie de Réquistat lors de son mariage en 1646 avec son père Joachim Destaing, mais seulement le domaine utile, un usufruit ou un fermage, puisque c'est seulement vers 1740 que son arrière-petit-fils Jean de Boissières aura la possibilité de racheter la seigneurie directe à Marie-Claire d'Estaing, femme de Jean-Gaspard de Beaufort-Canillac.
Selon Jean-Louis Beaucarnot, ce pourrait être « une branche apparemment bâtarde de l'illustre famille d'Estaing ». En 1882, Louis de La Roque écrivait à ce sujet : « Il est difficile de supposer que Joachim d'Estaing, sieur de Réquistat, condamné en 1666, soit le même que Joachim d'Estaing, chevalier, seigneur de Murols (fils du vicomte François II et héritier, entre autres fiefs, de la vicomté d'Estaing), qui se serait marié trois fois. Nous sommes donc en présence d'une famille d'Estaing possessionnée comme l'autre dans la paroisse de Chambon lez Ambert et qui pouvait en être une branche, mais qui prouvait assez mal sa filiation, pour que deux de ses membres aient pu être condamnés comme usurpateurs de noblesse ».
On a aussi avancé l'hypothèse que Joachim Destaing (l'ancêtre de Lucie-Madeleine d'Estaing), qui demeurait à Jabrun lorsqu'il a été condamné en 1666 pour usurpation de noblesse, aurait été inhumé le 3 juin 1685 à Chambon lez Ambert, et qu'il serait le fils bâtard de l'abbé Charles d'Estaing, seigneur de Cheylade et de Marchastel (frère du vicomte François II d'Estaing), et peut-être d'une certaine Françoise,,,,. Or, d'une part, ce n'est pas du tout à Chambon-lez-Ambert que l'on trouve la mention de l'inhumation le 3 juin 1685 de Joachim Destaing, du lieu de Requistat, mais sur les registres paroissiaux de Jabrun, d'autre part le testament de l'abbé est connu, et il ne mentionne qu'un seul enfant naturel, une fille, à laquelle il fait un legs.
Pour le rattacher à la famille d'Estaing, il a aussi été fait l'hypothèse que son père soit Guillaume, bâtard d'Estaing, sieur de Chambon (demi-frère bâtard du vicomte François II),,,,, mais sans apporter le moindre indice.

### Le Buisson à Saint-Babel
Le domaine Buisson ou du Buisson, à Saint-Babel, n'était pas un fief, son nom étant celui de Gabriel Buisson, qui fit construire un manoir en 1645 sur une terre que son père avait achetée, vers 1599, pour reconstruire sa maison d'Olliergues (63), détruite en 1577 par le Capitaine Merle. Un siècle après, le 19 juillet 1751, le château du Buisson et son domaine en métayage ont été vendus pour 29 480 livres par Marguerite Glaize, veuve de Jean d'Oradour, à un certain Jean de Boissières, dont on a vu plus haut qu'il avait acheté et revendu en 1743 la seigneurie de Réquistat. Il s'était marié à Saint-Flour le 13 mars 1736 avec Elisabeth Beral (Lavastrie 1706-Saint-Babel 1789), et il avait déjà sept enfants nés à Réquistat entre 1737 et 1751, dont Jean-Dominique de Boissières né en 1738 ou 1741. Huit ans après l'achat du manoir du Buisson, Jean-Dominique du Buisson se marie le 21 février 1759 à Murols (63) avec Catherine Dabert (1740-1774) qui lui donnera onze enfants, dont Lucie-Madeleine Destaing en 1769 et il meurt en 1813. Après son mariage, il a repris le nom Destaing et les prétentions à la noblesse qui ont vallu les deux condamnations de ses aïeux, se faisant appeler Destaing de Boissières, seigneur du Buisson et écuyer, ce qui provoqua en 1764 une plainte du syndic des habitants de Saint-Babel qui montra que son père et ses enfants avaient été déclarés roturiers en 1742 par la Cour des aides de Clermont-Ferrand et assujetti à la taille. Après la mort à soixante-dix-sept ans de la plus jeune des trois sœurs de Lucie-Madeleine d'Estaing, Suzanne Destaing qui habitait le château du Buisson, celui-ci a été vendu en 1847 à un médecin d'Issoire, Jean-Baptiste Roux, âgé de 66 ans, veuf, qui y a entrepris d'importants travaux de restauration et d'agrandissement.
Lucie-Madeleine d'Estaing s'est mariée à Saint-Babel, le 12 janvier 1790, à Jacques Guy Cousin de La Tour Fondue, noble, seigneur de Murol à Saint-Amant et de Salles, officier au régiment de Bourgogne-infanterie, puis maire de Saint-Amant-Tallende, auquel elle a donné une fille, Élise de Cousin de La Tour Fondue, qui sera l'épouse de Martial Giscard. Elles est morte le 10 mars 1844 à Saint-Amant-Tallende.
Dans son livre la Maison d'Estaing, publié en 1950, Edmond Giscard d'Estaing revendique une filiation avec cette grande famille d'Estaing, se qualifiant avec son frère René et ses cousins de « représentants de la maison d'Estaing ». Au reste, en même temps qu'ils empruntaient leur nom et qu'ils rachetaient leur château, les Giscard ont aussi pris leurs armes,.

## Changement de nom
La famille Giscard bénéficia de deux décrets autorisant son changement de nom,,,. Par un premier décret en Conseil d'État, en date du 17 juin 1922, Edmond Giscard (père du président Valéry Giscard d'Estaing) et ses deux oncles Joseph et Philippe (ainsi que leurs descendants) se virent accorder le droit de relever le patronyme d'Estaing de leur aïeule Lucie-Madeleine d'Estaing morte en 1844, et de l'ajouter à leur patronyme afin de s'appeler Giscard d'Estaing.
René Giscard, frère aîné d'Edmond, alors maître des requêtes au Conseil d'État, demanda à faire étendre la mesure en sa faveur — second décret du 16 janvier 1923.
Le père d'Edmond et René, Valéry, alors aîné des Giscard, avait quant à lui demandé à relever officiellement le nom de sa grand-mère paternelle, Élise de Cousin de La Tour Fondue. Mais le dernier représentant mâle de cette ancienne famille de la noblesse auvergnate, Anatole de Cousin de La Tour Fondue, expatrié au Canada et brouillé avec une partie de sa famille, en était revenu pour s'y opposer. Valéry Giscard usait néanmoins (donc officieusement) du nom Giscard de La Tour Fondue, devenu celui d'une rue de Clermont-Ferrand (ville dont il fut conseiller municipal). Ce n'est qu'avec la mort, en 2000, de Geneviève de la Tour Fondue que s'éteignit définitivement ce patronyme.

## Personnalités
- Edmond Giscard d'Estaing (29 mars 1894 à Clermont-Ferrand – 3 août 1982 à Chanonat), inspecteur des Finances, administrateur de société, maire de Chanonat, marié le 18 avril 1923 à Paris à Marthe dite « May » Bardoux (6 mai 1901 à Paris – 13 mars 2003 à Saint-Saturnin), père du président Valéry Giscard d'Estaing ;
- Valéry Giscard d'Estaing (2 février 1926 à Coblence - 2 décembre 2020 à Authon), inspecteur des finances, ministre du général de Gaulle, président de la République de 1974 à 1981, grand-croix de la Légion d'honneur, croix de guerre 1939-1945, auteur de romans, membre de l'Académie française ;
- Olivier Giscard d'Estaing (30 décembre 1927 à Paris - 13 septembre 2021 à Vierzon), homme d'affaires, administrateur de société, maire d'Estaing de 1965 à 1977, frère du président Valéry Giscard d'Estaing ;
- Anne-Aymone Giscard d'Estaing (10 avril 1933 à Paris), épouse du président Valéry Giscard d'Estaing ;
- Valérie-Anne Giscard d'Estaing, épouse Fixot, (1er novembre 1953), éditrice, fille du président Valéry Giscard d'Estaing ;
- Henri Giscard d'Estaing (17 octobre 1956 à Paris), conseiller général de Loir-et-Cher, PDG du Club Méditerranée, fils du président Valéry Giscard d'Estaing ;
- Guillaume Giscard d'Estaing (27 février 1958 à Paris), ingénieur et chef d'entreprise, président de Sofema, fils d'un cousin germain du président Valéry Giscard d'Estaing ;
- Louis Giscard d'Estaing (20 octobre 1958 à Paris), maire de Chamalières, ancien député du Puy-de-Dôme, fils du président Valéry Giscard d'Estaing ;

## Possessions

### Le château de Murol
Propriété depuis 1735 de la famille de La Tour Fondue, le château de Murol en Saint Amant, dans la commune de Saint-Amant-Tallende (dans le Puy-de-Dôme), a été reconstruit à la fin du XIXe siècle par Anatole de la Tour Fondue et racheté à ses filles, en 1921, par leurs cousins René et Edmond Giscard d'Estaing (arrière-petits-fils d'Élise de La Tour Fondue). Appelé souvent « château de La Tour Fondue », il ne doit pas être confondu avec l'ancien château de Saint-Amant, situé plus haut, qui date du XVe siècle et a hébergé la Reine Margot, ni avec l'ancien château de Murol (à Murol), qui appartenait de longue date à la célèbre famille d'Estaing.
Dans le cimetière communal se trouve la concession La Tour Fondue, où reposent notamment le comte Jacques Guy de Cousin de La Tour Fondue, son épouse née Lucie-Madeleine d'Estaing, ainsi que plusieurs de leurs descendants, dont Edmond Giscard d'Estaing et sa femme née May Bardoux.

### Le château de la Varvasse
Le château de la Varvasse, reconstruit au XVIe siècle et plusieurs fois remanié, situé dans la commune de Chanonat (dans le Puy-de-Dôme), avait été acheté en 1936 par Edmond Giscard d'Estaing, père du président Valéry Giscard d'Estaing ; ce dernier l'a mis en vente quand il a acquis le château d'Estaing,.

### Le château de l'Étoile
Propriété de la famille Sauvage de Brantes passée à Anne-Aymone de Brantes, épouse de Valéry Giscard d'Estaing (dont c'était le lieu de villégiature habituel), ce château est situé à Authon (Loir-et-Cher).
C'est dans un terrain privé voisin du cimetière communal (où se situe la chapelle funéraire des de Brantes) que sont inhumés l'ancien président de la République et ses proches, notamment sa fille Jacinte.

### Le château de Chaillot
Ce château, situé à Vierzon (dans le Cher), appartient depuis une quarantaine d'années à Olivier Giscard d'Estaing, frère du président, par ailleurs implanté à Estaing (Aveyron) — dont il fut maire.

### Le château d'Estaing
En 2005, la SCI formée par le président Valéry Giscard d'Estaing, son frère Olivier (ancien maire d'Estaing) et leur cousin Philippe Giscard d'Estaing a acheté le château d'Estaing à la commune d'Estaing (Aveyron), qui l'avait elle-même rachetée en 2000 à la communauté des sœurs de Saint-Joseph qui y était établie depuis 1834.
Ce château avait été la demeure historique de la célèbre famille d'Estaing, dont le dernier représentant légitime fut l'amiral d'Estaing, guillotiné à Paris en 1794 ; c'est sa demi-sœur bâtarde (légitimée) Lucie-Madeleine d'Estaing, vicomtesse de Ravel (1743-1826), qui en a été propriétaire jusqu'à sa mort.
Classé monument historique, il est composé de plusieurs bâtiments des XVe, XVIe et XVIIe siècles, construits autour d'un ancien donjon. Une chapelle a été élevée au XXe siècle, à côté de celle des seigneurs d'Estaing datant du XVe siècle.
Le château d'Estaing est depuis 2012 le siège de la fondation de l'ancien président Valéry Giscard d'Estaing.

## Hommages
- Rue Giscard-de-La-Tour-Fondue à Clermont-Ferrand, ainsi baptisée, car tracée sur des terrains appartenant à Valéry Giscard, dit « Giscard de La Tour Fondue » (1862-1916), conseiller municipal de Clermont-Ferrand.
- Le Giscard est une confiserie suisse, une coque de chocolat fourrée de ganache chocolatée et de caramel fondant, le tout coiffé d’un disque de nougatine. Initialement appelé Rigoletto, ce praliné est découvert par le futur président lors d'un voyage en Suisse. Il en devient un consommateur régulier, jusqu'à ce qu'il soit renommé en son honneur[28].